# Дернесс, Джон
Джон Дернесс (англ. John Dearness; 1852—1954) — канадский миколог, ботаник и энтомолог.

## Биография
Джон Дернесс родился 13 мая 1852 года в городе Гамильтон в Онтарио. В 1881 году Дернесс женился на Хэрриет Эмме Уилкинсон. В 1888 году он стал профессором Университета Западной Онтарио. В 1890-х годах вместе с Джобом Эллисом Дернесс начал издавать научные публикации, посвящённые грибам Канады. В 1902 году он получил степень бакалавра искусств, а в 1903 — магистра в Университете Западной Онтарио. С 1909 по 1930 Джон был редактором журнала Mycologia. В 1922 году Дернесс стал доктором юриспруденции. Джон Дернесс скончался 6 декабря 1954 года в возрасте 102 лет в своём доме в городе Лондон в Онтарио.

## Род и некоторые виды организмов, названные в честь Дж. Дернесса
- Dearnessia Bubák, 1916
- Acrotheca dearnessiana Sacc., 1912 [syn.  Fusicladium pyrorum (Lib.) Fuckel, 1870]
- Aspidiotus dearnessi Cockerell, 1898 [syn.  Rhizaspidiotus dearnessi (Cockerell, 1898)]
- Cercosporella dearnessii Bubák & Sacc. 1913 [syn.  Cercosporella virgaureae (Thüm.) Allesch., 1895]
- Hypoxylon dearnessii Y.M.Ju & J.D.Rogers, 1996
- Isariopsis dearnessii Bubák, 1917 [syn.  Phacellium dearnessii (Bubák) U.Braun, 1992]
- Lalaria dearnessii R.T.Moore, 1990
- Mycosphaerella dearnessii M.E.Barr, 1972
- Phenacoccus dearnessi King, 1901
- Taphrina dearnessii Jenkins, 1939